# Linksjugend solid
Linksjugend Solid es la organización juvenil del partido político alemán Die Linke (La Izquierda). Linksjugend Solid es una organización política juvenil activa en Alemania. Es el ala juvenil oficial del partido político Die Linke. La organización se formó en 2007 como la sucesora legal de Solid die sozialistische jugend (la juventud socialista sólida), que era el ala juvenil no oficial del Partido Die Linke y de su predecesor, el PDS. El nombre "Solid" proviene de Sozialistisch, links und demokratisch (Socialista, de izquierdas y democrático).

## Historia
La organización Linksjugend solid se formó en Hannover en junio de 1999 y fue aceptada por el Partido del Socialismo Democrático (PDS) como una organización juvenil cercana al PDS en marzo de 2002. La membresía es para personas de entre 14 y 35 años y en marzo de 2005 tenían 1.500 miembros. Antes de 1999, la organización juvenil del PDS era Arbeitsgemeinschaft Junge Genossinnen, desde entonces, la mayoría de los miembros jóvenes del partido Die Linke se han agrupado en Linksjugend solid, pero debido a algunas diferencias doctrinales, otros jóvenes miembros formaron la juventud del PDS, una organización juvenil integrada dentro del partido PDS, el grupo debía formar a los futuros cuadros del partido PDS. La juventud del PDS era pequeña en comparación con la juventud de Linksjugend solid y solo estaba representada en un pequeño número de estados federados de Alemania. En el congreso de delegados federales de Linksjugend solid celebrado el 20 de mayo de 2007, la organización reorganizó la estructura actual, incluida la antigua juventud del PDS y la organización juvenil del WASG, en respuesta a la fusión del partido de izquierda "Die Linke" y la juventud del WASG.